# Defensa y Justicia
Maillots
Actualités
Le Club Social y Deportivo Defensa y Justicia, de son nom court Defensa y Justicia, est un club argentin de football basé à Florencio Varela. Il évolue actuellement en Primera División.

## Histoire
Le Defensa y Justicia est fondé le 20 mars 1935, avec comme activité principale le football ; les autres sections étant le handball et le basketball. Le club, dont les couleurs originelles sont le bleu et le blanc, n'inscrit la section football auprès de la fédération qu'en 1977 et démarre en cinquième division.
Le 4 mars 1978, le Defensa y Justicia fait ses débuts en cinquième division. Opposé à Cañuelas, il s'impose sur le score de 2-1 grâce à des buts de Héctor Cardozo et de Jorge Giache. En 1981, pour des raisons de sponsoring, le club change ses couleurs en jaune et vert. Le Defensa accède à l'échelon supérieur en 1982, et monte en Primera B en 1985, le troisième niveau argentin. En 1987, il obtient la promotion en Primera B Nacional.
La saison 1999-2000 voit le champion du monde Jorge Burruchaga faire ses débuts en tant que directeur technique au club.
Le club termine la saison 2013-2014 à la deuxième place de la Primera B Nacional et est promu en Primera División, l'élite argentine.
En 2016, le Defensa se qualifie pour la première fois pour une compétition continentale, la Copa Sudamericana. La saison suivante, le club réédite cet exploit, puis se qualifie pour la Copa Libertadores en 2020 où il finit troisième de son groupe et se retrouve reversé en Copa Sudamericana.
Le 23 janvier 2021, le club, entraîné par Hernán Crespo, obtient son premier trophée continental en remportant la Copa Sudamericana après un succès 3-0 contre le CA Lanús,.

## Palmarès
| Compétitions nationales | Compétitions internationales                                                                |
| --- | ------------------------------------------------------------------------------------------- |
| - Championnat d'Argentine : - Vice-champion : 2019 - Championnat d'Argentine de D2 : - Vice-champion : 2014 - Championnat d'Argentine de D3 (1) : - Champion : 1997 - Championnat d'Argentine de D4 (1) : - Champion : 1985 - Championnat d'Argentine de D5 (1) : - Champion : 1982 - Coupe d'Argentine : - Finaliste : 2023 | - Copa Sudamericana (1) : - Vainqueur : 2020 - Recopa Sudamericana (1) : - Vainqueur : 2021 |